# Helmut Jahn
Helmut Jahn (Núremberg, 4 de enero de 1940-Campton Hills, 8 de mayo de 2021), fue un arquitecto alemán residente en Estados Unidos.

## Biografía
Nació el 4 de enero de 1940 en Núremberg (Alemania) en donde transcurrió su infancia entre la Segunda Guerra Mundial y su reconstrucción. Dotado de una inclinación natural por el dibujo y probablemente influido por las construcciones que vio al momento de crecer, decidió estudiar arquitectura en la Universidad Técnica de Múnich de donde recibió el título en 1965. A continuación trabajó en un despacho de arquitectura en esa misma ciudad. Emigró entonces a los Estados Unidos donde estudió durante un año en el Instituto de Tecnología de Illinois, en Chicago. Fue en esa escuela donde entró en contacto con el ingeniero estructural Fazlur Khan quien sería una influencia al respecto de la forma de trabajar con la estructura y el diseño de los rascacielos que lo han hecho famoso.
En 1967 Jahn se incorporó al estudio de arquitectos C. F. Murphy Associates, de la mano de Charles Murphy en el que seis años más tarde se convirtió en socio y director de diseño. En 1979 el estudio cambia de nombre para volverse Murphy/Jahn. Durante la década de 1980 el despacho diseñó algunos de los más prestigiosos edificios de Chicago, inspirados en el estilo de Mies van der Rohe. Jahn fue profesor visitante de arquitectura en las universidades de Illinois, Harvard y Yale. Entre 1989 y 1993 fue profesor numerario en el Instituto de Tecnología de Illinois.
En sus trabajos más recientes, Jahn abandona su tendencia firme hacia el modernismo, y se inclina hacia un naturalismo creativo, estilo que además permite una mayor libertad en el diseño, de forma que los edificios de la misma firma son más distintos de proyecto en proyecto. En sus edificios Jahn refleja un simbolismo que es fácil de interpretar, incluso por el gran público.
Falleció el 8 de mayo de 2021 a los ochenta y un años de edad debido a un accidente de tráfico mientras andaba en bicicleta.

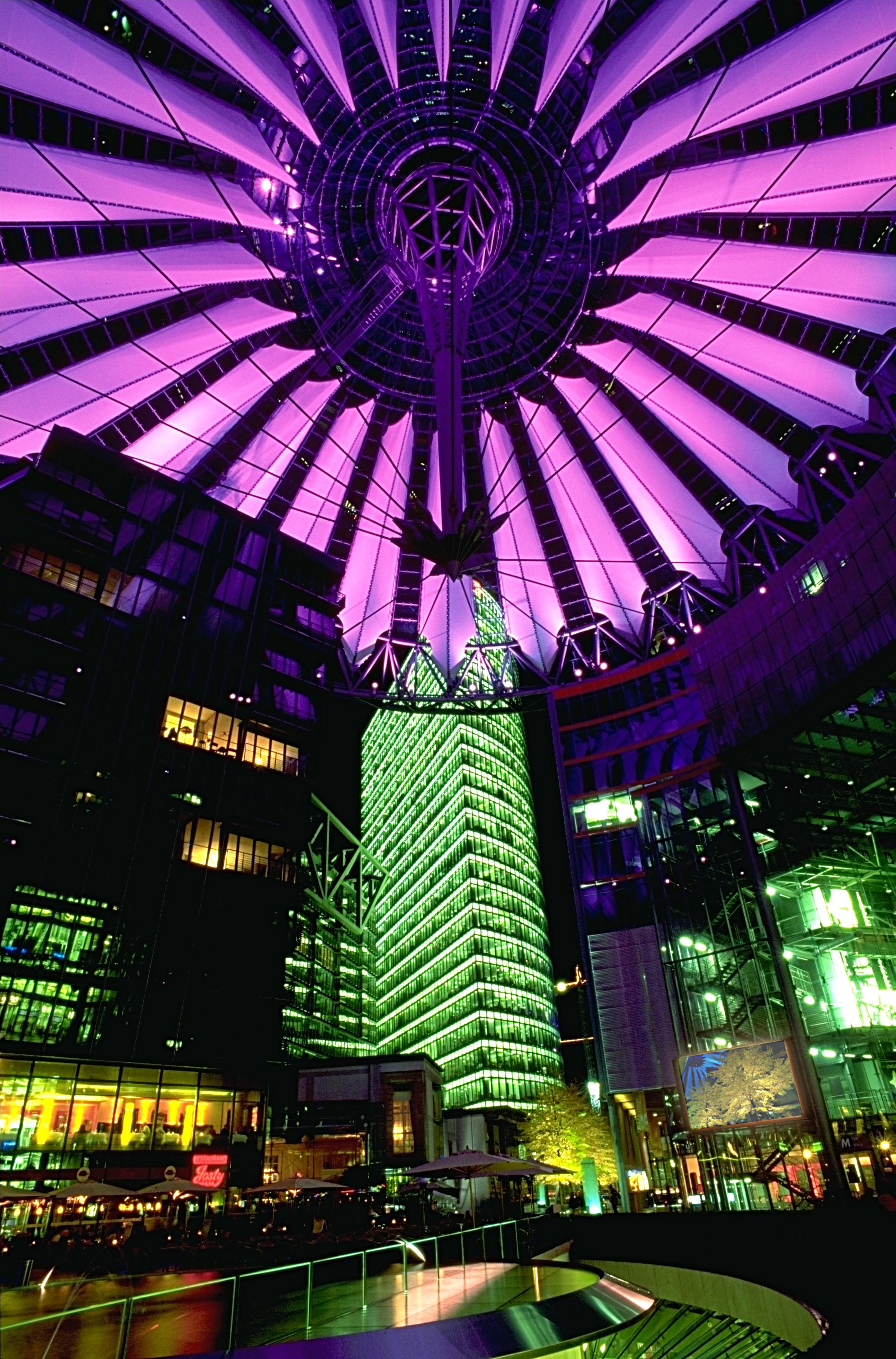
SonyCenter de noche

## Evolución de la firma
Helmut Jahn fue el CEO de JAHN. El estudio de arquitectos lleva tras de sí una experiencia que suma 86 años de ejercicio profesional. La evolución arquitectónica se remonta a Charles Murphy arquitecto estadounidense. Charles Murphy, había trabajado con Ernest Graham. Después de la muerte de E. Graham en 1936, Murphy fundó la oficina Shaw, Naess & Murphy. Esa firma fue el origen de la llamada después C.F.Murphy Associates. Charles Murphy incorporó a Helmut Jahn dentro de su despacho C.F.Murphy Associates en 1967. Para ese entonces, Murphy había construido uno de los edificios más emblemáticos de la ciudad de Chicago, el llamado centro Richard J. Daley. En un principio Helmut Jahn llegó como asistente de Gene Summers y seis años después, es decir en 1974, fue nombrado director de Diseño y de planeación. En 1979 la firma cambió de nombre a Murphy/Jahn. y Helmut Jahn fue nombrado presidente. Charles Murphy murió en mayo de 1985 a los 95 años y Helmut continuó con la presidencia de la misma, hasta 2012 cuando se la cedió a Francisco González-Pulido y con la cesión vino el actual nombre: JAHN.
Ya como director de la firma Helmut completó su primer proyecto en solitario, el Kemper Arena en la ciudad de Kansas concluida justo en 1974. La importancia del diseño de la arena es representativa porque fue la primera edificación de las llamadas "tapete" mismas que se caracterizan por lo bajo y plano del diseño y con alto sentido tecnológico.
En la década de los setenta fue cuando Helmut Jahn subió la escala de los edificios de Murphy/Jahn. A partir de esa época inicia una nueva era en la firma; de ahí se desprende el prestigio que tienen al respecto del diseño y construcción de rascacielos. En ese sentido, no solo se trata de la relación con la escala más alta, pero también de la incorporación de altas tecnologías para ahorrar energía.

## Premios
Jahn ha recibido numerosos premios y distinciones.
En 1991 el Instituto Estadounidense de Arquitectura lo designó como uno de los diez arquitectos contemporáneos más influyentes. En 1994 Alemania le concedió en la Orden del Mérito de la República Federal de Alemania.

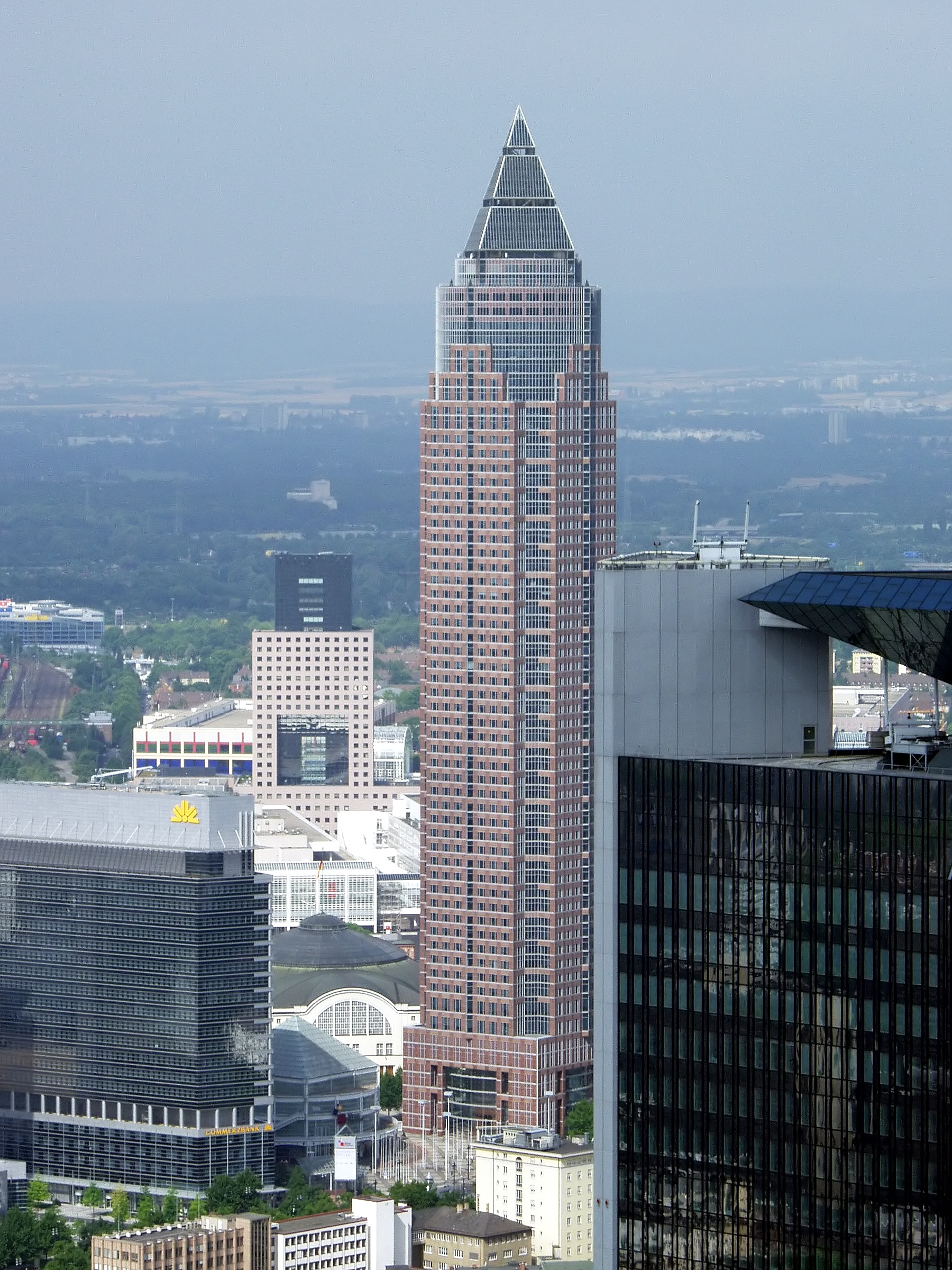
Messeturm.

## Exposiciones
- Process/Progress. En 2012 y por primera vez en Alemania, Helmut Jahn fue honrado con una exposición. Process/Progress es el nombre de la exposición organizada en conjunto por El Museo Internacional de Diseño de Múnich en cooperación con el Museo Neues de Núremberg. La exposición contó con maquetas de sus diseños de la firma que se concentran en los aeropuertos y rascacielos que les han dado prestigio y reputación mundial.

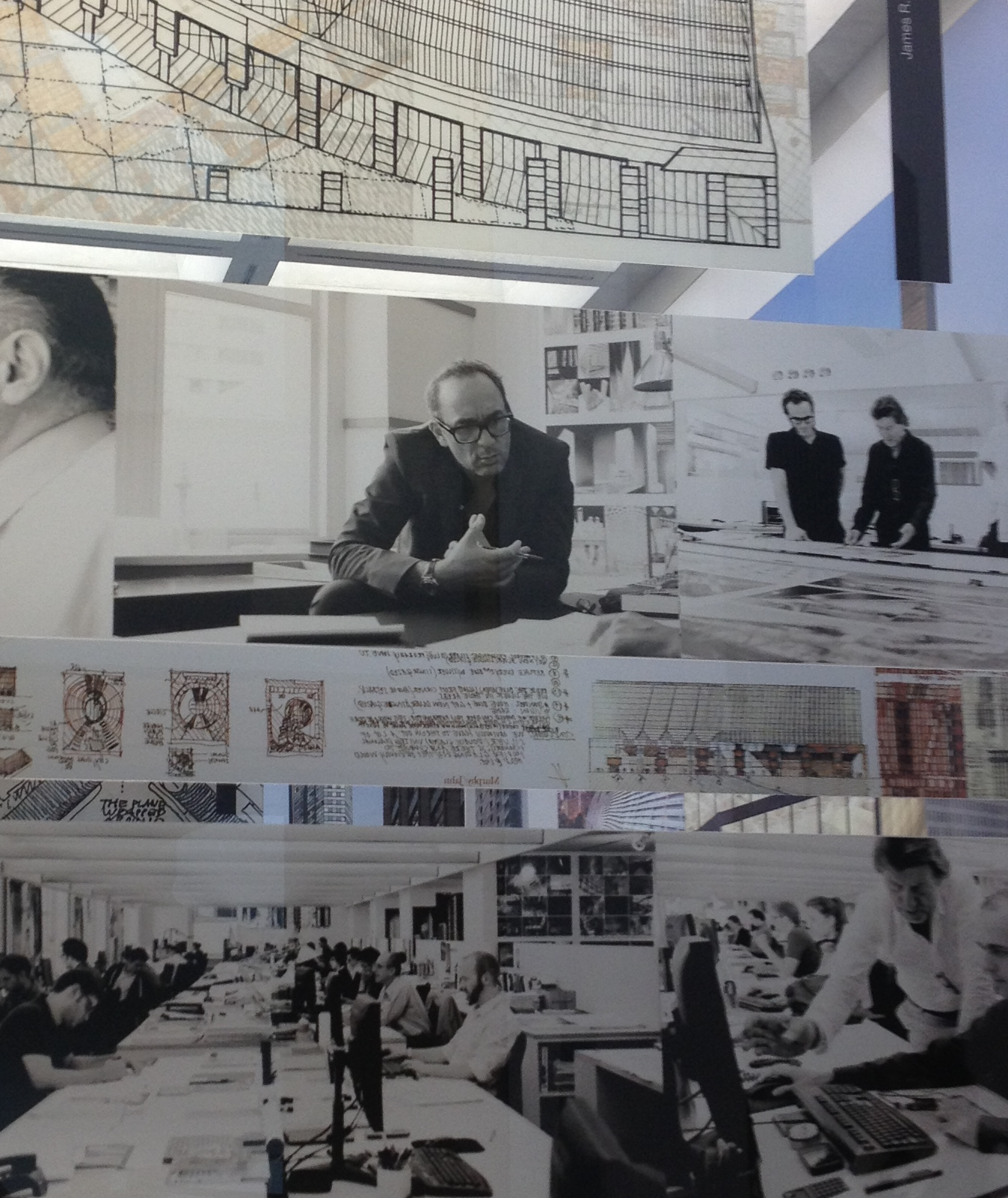
Aspectos de la exposición "Process/Progress" en Núremberg, Alemania 2012-2013

## Obras representativas
- 1974 Arena Kemper (Kansas City)
- 1980 Centro de Xerox (Chicago)
- 1983 Edificio en Diagonal Street (Johannesburgo)
- 1988 Edificio Wilshire/Westwood (Los Ángeles)
- 1984 Terminal Uno de United Airlines, Aeropuerto O’Hare (Chicago)
- 1985 Centro James R. Thompson (Chicago)
- 1988 Edificio Wilshire/Westwood (Los Ángeles)
- 1990 Torres en One Liberty Place (Filadelfia)
- 1991 Torre de la Feria, "Messeturm" (Fráncfort del Meno)
- 1993 Torre de Hitachi (Singapur)
- 1993 Edificio de Caltex (Singapur)
- 1994 Centro comercial y de negocios en Kurfürstendamm (Berlín)
- 1994 Hotel Kempinski (Múnich)
- 1999 Central en el Aeropuerto de Múnich
- 1999 Sede de la Unión Europea (Bruselas)
- 2000 Sony center (Potsdamer Platz de Berlín)
- 2002 Sede central del grupo Bayer (Leverkusen)
- Post Tower en (Bonn)
- Hotel Hyatt Regency (Aeropuerto Roissy-Charles de Gaulle, París)
- Torre en Park Avenue (Nueva York)
- Centro Northwestern Atrium (Chicago)
- Sede del Gobierno Federal de Illinois (Chicago)
- Edificio One América Plaza (San Diego)
- Edificio de Principal Mutual Life Insurance Company (Des Moines, Iowa)